# Grabmal Kaiser Maximilians I.

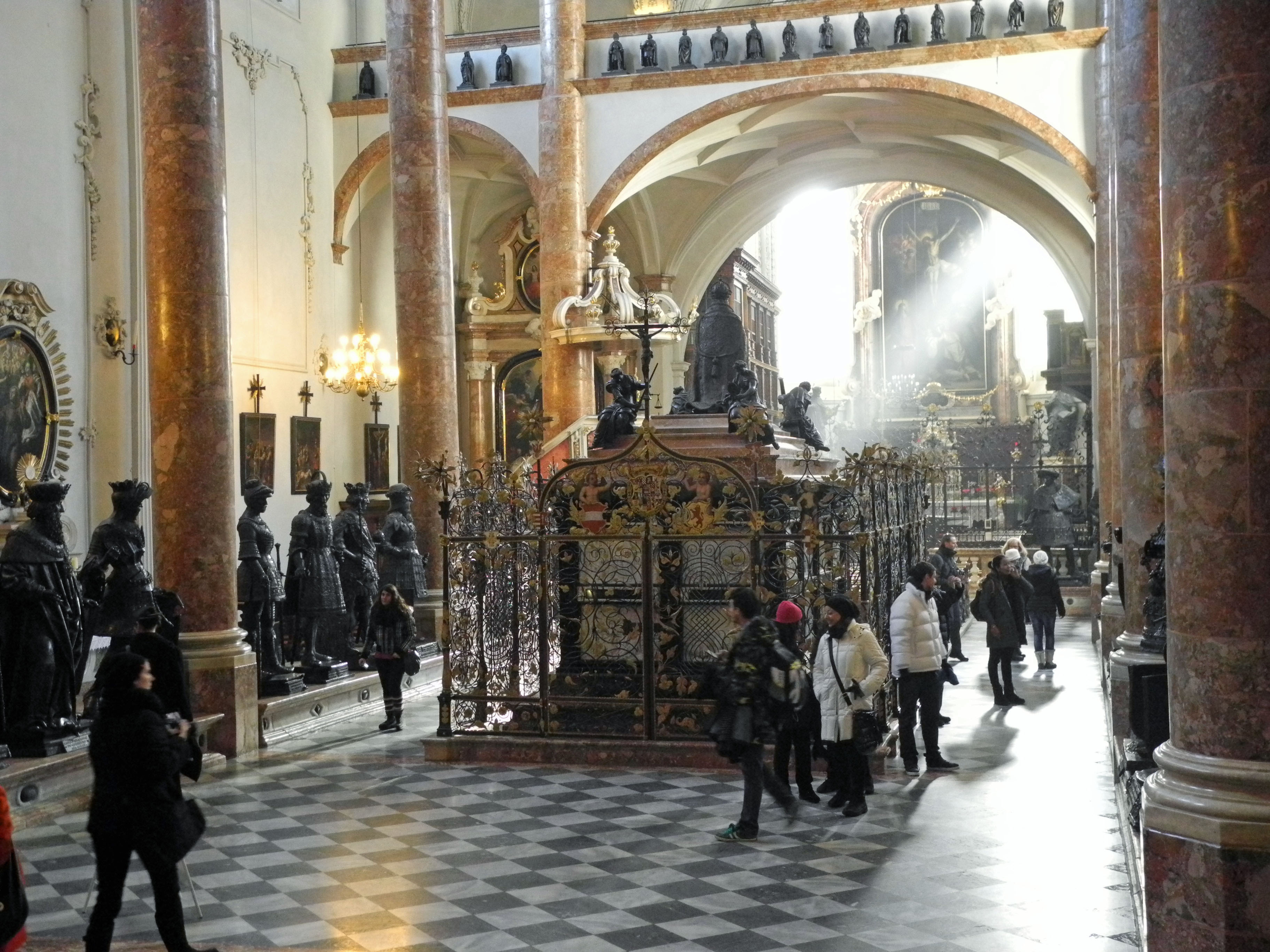
Kenotaph Kaiser Maximilians I. in der Hofkirche Innsbruck

Das Grabmal Kaiser Maximilians I. ist ein monumentales Werk mit zahlreichen Bronzefiguren (daher im Volksmund: „Schwarze Mander“ = „schwarze Männer“), das sich im Hauptschiff der Hofkirche Innsbruck befindet. Das Grabmal wurde von Kaiser Maximilian I. (1459–1519) bereits zu seinen Lebzeiten für die St.-Georgs-Kapelle in der Burg in Wiener Neustadt in Auftrag gegeben, blieb jedoch unvollendet. Erst sein Enkel, Kaiser Ferdinand I. (1503–1564), ließ das Prunkgrabmal nach Innsbruck bringen und als Kenotaph in der eigens dafür von ihm erbauten Hofkirche aufstellen.

## Geschichte

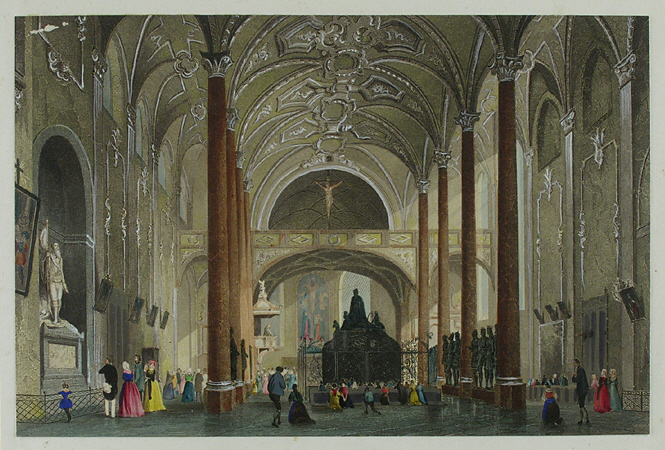
Kolorierter Stich (19. Jh.) des Inneren der Hofkirche mit dem Grabmal

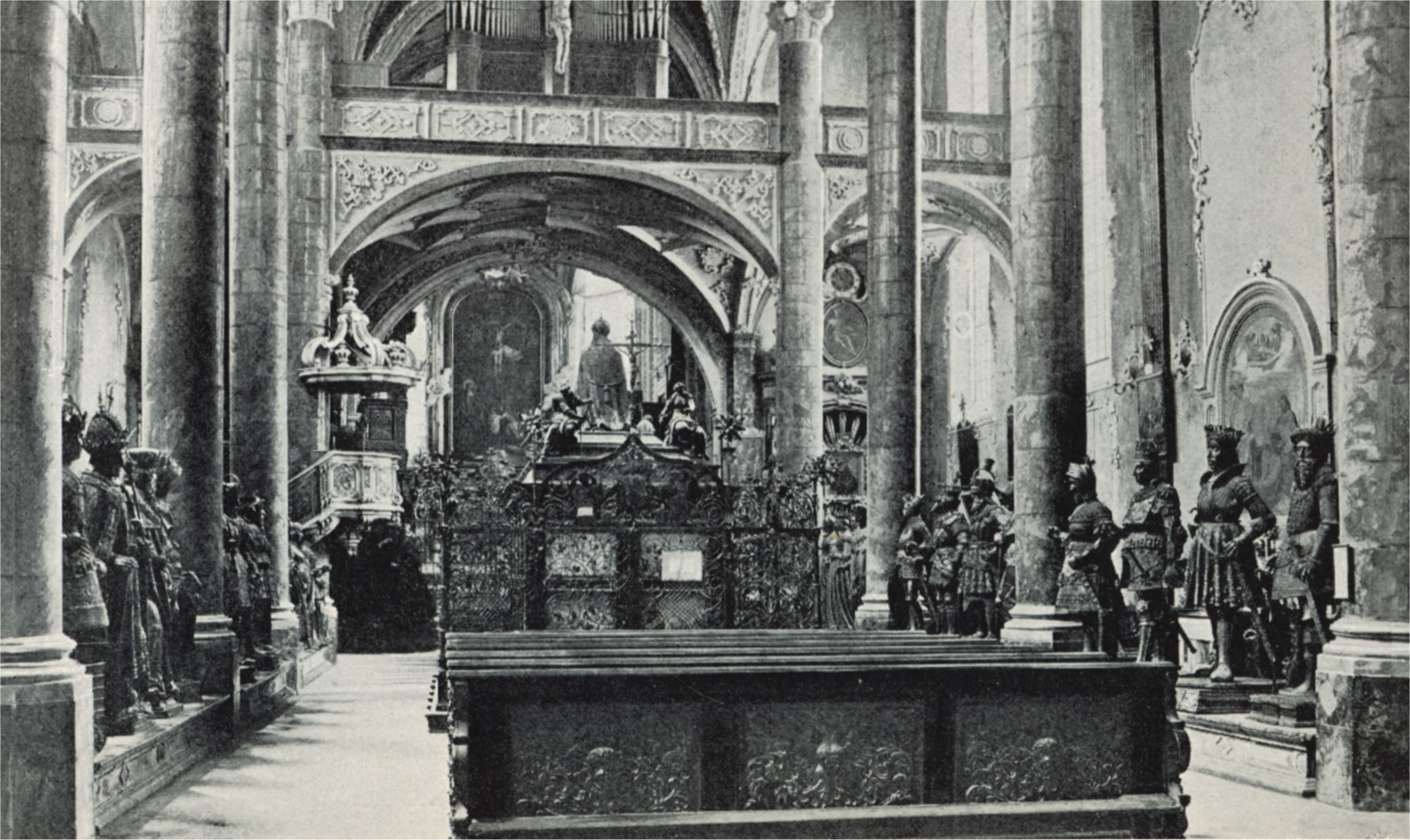
Fotografie (1898) des Inneren der Hofkirche mit dem Grabmal

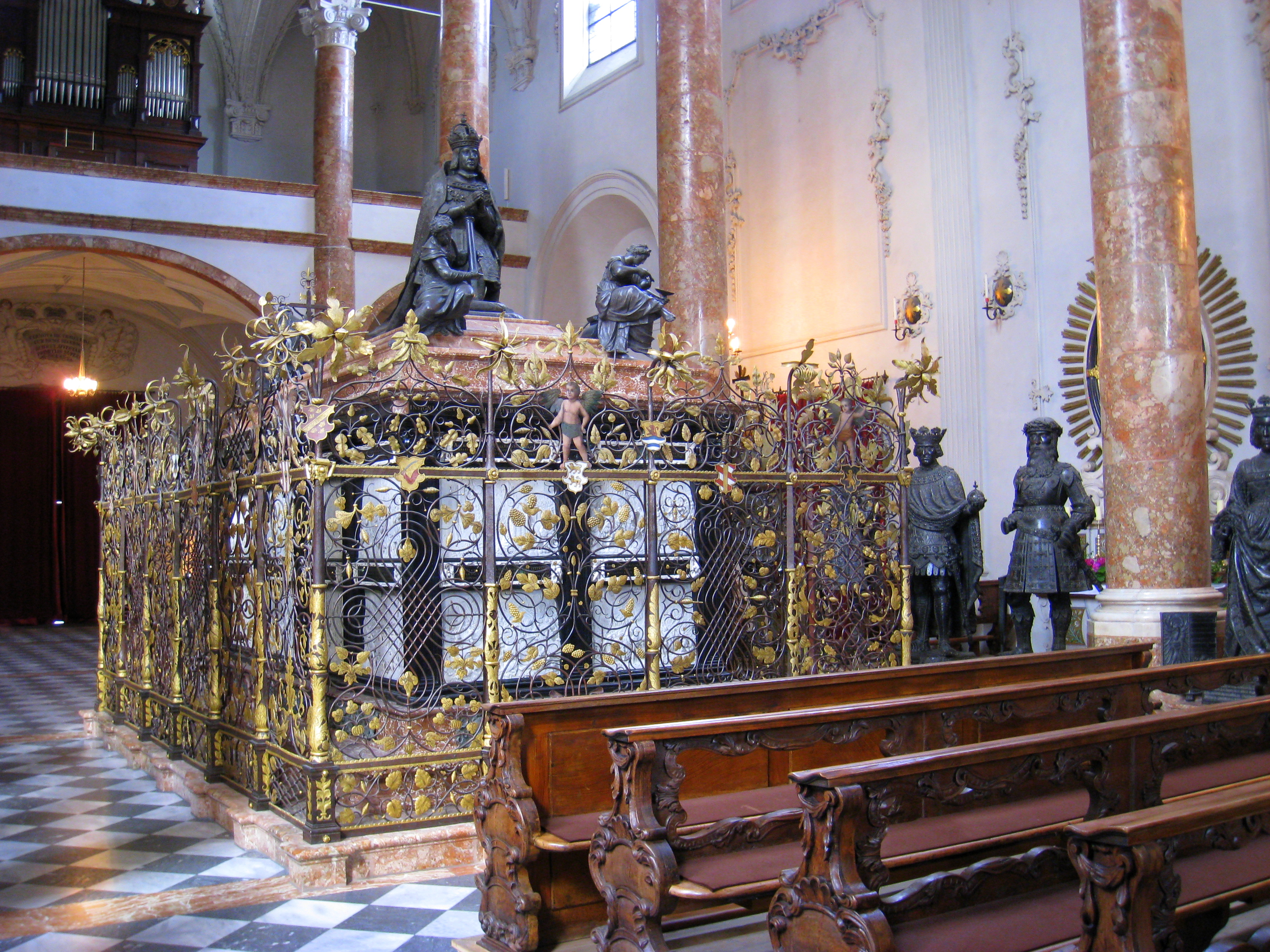
Inneres der Hofkirche mit dem Grabmal

### Idee Kaiser Maximilians I.
Kaiser Maximilian I. hatte keinen festen Regierungssitz, sondern war meist dort zu finden, wo er politisch benötigt wurde. Tirol mochte er besonders gerne, hier konnte er jagen (im nahen Kühtai besaß er ein Jagdhaus), klettern und angeln. Speziell Innsbruck zählte zu seinen Lieblingsorten, obwohl er nur selten dort war. So ließ er etwa in Innsbruck das Goldene Dachl und das Zeughaus an der Sill erbauen. Bereits während seiner Regierungszeit ließ sich Maximilian I. zahlreiche Denkmäler setzen. Besonders beschäftigte ihn jedoch schon zu Lebzeiten die Idee eines Grabdenkmals. Ursprünglich plante der Kaiser sein Grabmonument als eine Art Gralsburg am Falkenstein bei St. Wolfgang. Dort sollten auch die Statuen seiner Vorfahren aufgestellt werden, die er in Innsbruck gießen ließ. Die Grabwache sollten die Mitglieder des St. Georgs-Ritterordens übernehmen. Diese Pläne wurden durch den Salzburger Erzbischof Leonhard von Keutschach durchkreuzt und kurz vor seinem Tod im Jahre 1519 in der oberösterreichischen Burg Wels verfügte der Kaiser, dass sein Leichnam in der Sankt-Georgs-Kapelle in der Wiener Neustädter Burg unter den Altarstufen beigesetzt werden sollte. Seinem Wunsch nach einer Bestattung in der Wiener Neustädter Burg wurde entsprochen, doch die Bronzefiguren waren für diese Kapelle – die im Obergeschoß der Burg über einer Durchfahrt liegt – zu schwer.

### Aufstellung in Innsbruck
Maximilians Enkel, Kaiser Ferdinand I. ließ das leere Grabdenkmal nach Innsbruck bringen und dafür eine eigene Grabeskirche, die Hofkirche, errichten. Um das Grabmal wurden die schlussendlich 28 gegossenen Bronzefiguren gruppiert. Das Kenotaph wurde erst 1584 unter Erzherzog Ferdinand II. (1529–1595) vollendet.

### Zweiter Weltkrieg
Wegen des immer näher kommenden Kriegsschauplatzes des Zweiten Weltkriegs wurden die „Schwarzen Mander“ in einen Felsenkeller einer Brauerei im etwa 55 km entfernten Kundl im Unterinntal verbracht. Ab 25. Dezember 1943 wurden dort täglich zwei Figuren eingelagert. Der Rücktransport in die Hofkirche erfolgte nach Kriegsende, am 11. November 1945 wurde die Hofkirche wieder geöffnet.

## Beschreibung

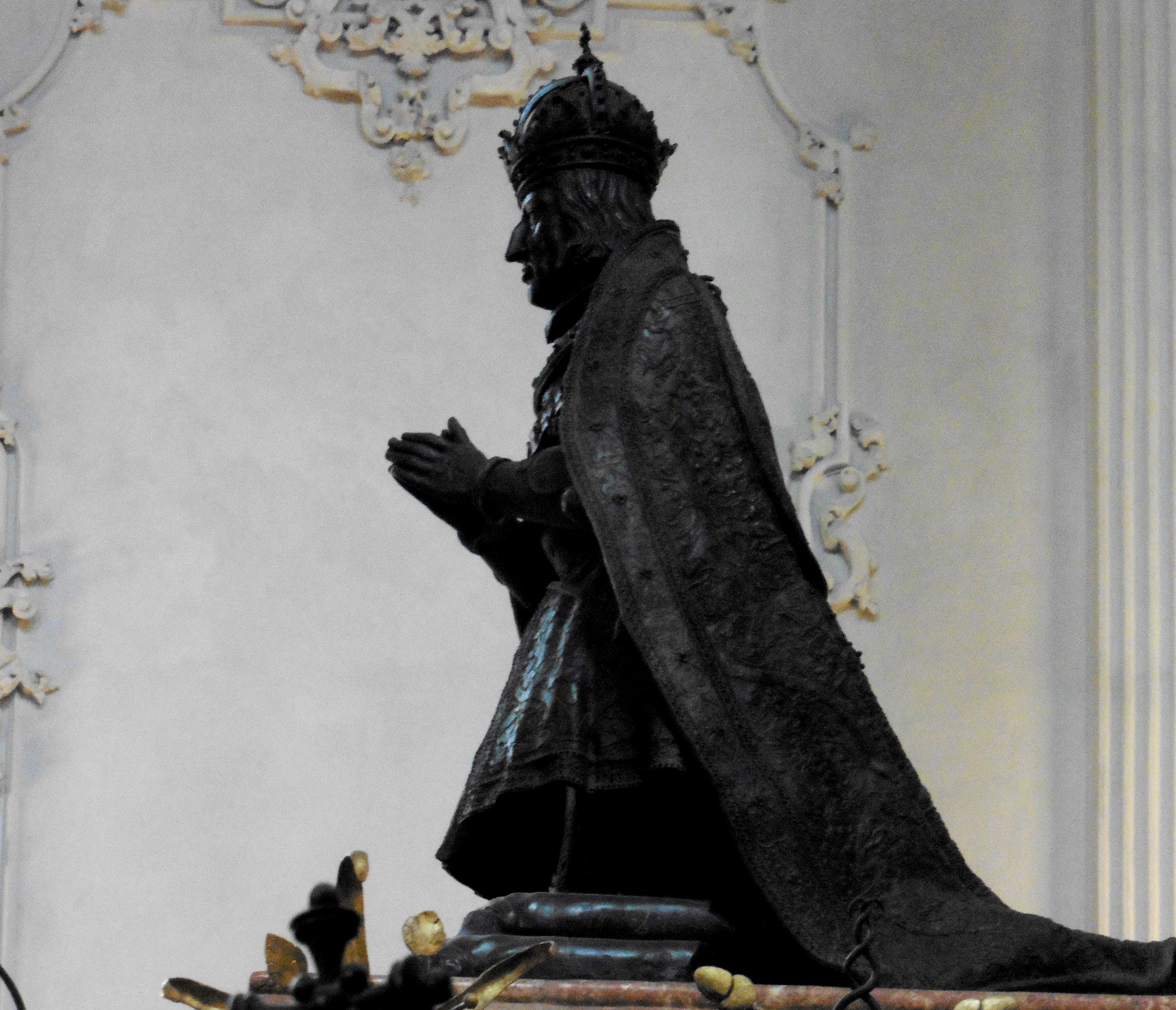
Bronzefigur von Kaiser Maximilian auf seinem Grabmal

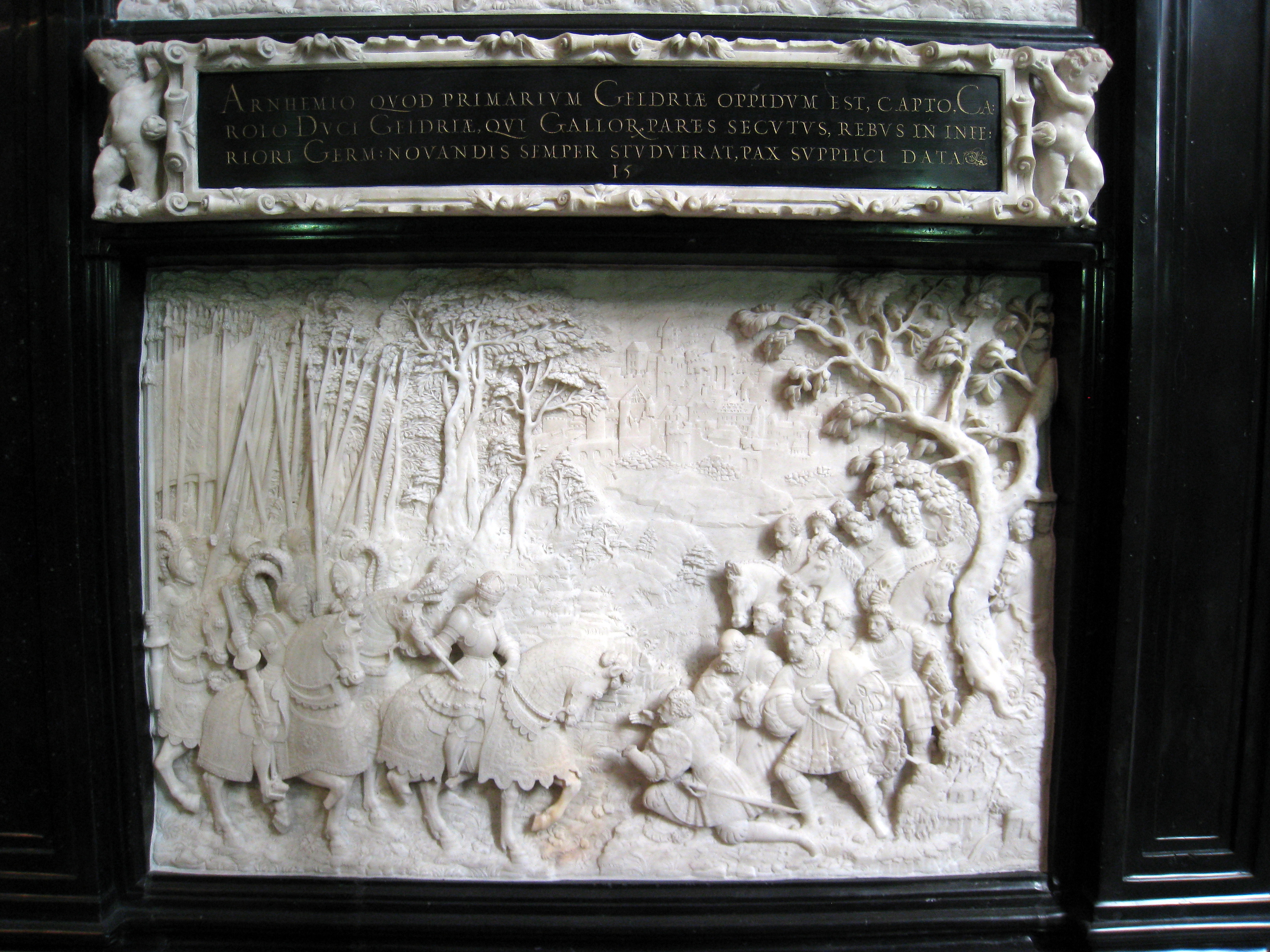
Marmortafel mit Ereignissen aus dem Leben Kaiser Maximilians

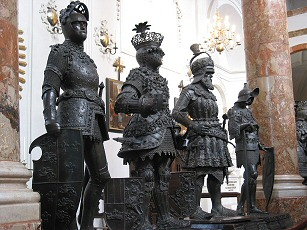
Figuren vom Grabmal Kaiser Maximilians

Das Monument besteht aus einer leeren Tumba, auf welcher die Statue Kaiser Maximilians I. in „ewiger Anbetung“ kniet. Die Tumba und die umgebenden Säulen bestehen aus Adneter Marmor, einem bunten und harten Salzburger Kalkstein. Rundherum verläuft ein reich gearbeitetes schmiedeeisernes Gitter mit Marmortafeln mit Ereignissen aus dem Leben des Kaisers. Rings um diese Anlage sind heute 28 überlebensgroße Bronzefiguren gruppiert; der ursprüngliche Entwurf sah 40 derartige Figuren vor.

### Konzeption
Für sein Grabmal gab Maximilian den Guss von 40 überlebensgroßen Bronzefiguren in Auftrag. Die dargestellten Persönlichkeiten symbolisieren:
- Mitglieder seiner Familie (unter anderem seine beiden Ehefrauen Maria von Burgund und Bianca Maria Sforza, seine Kinder Philipp und Margarete, seinen Vater Kaiser Friedrich III.),
- die Idee des Christentums (zum Beispiel den Kreuzfahrer Gottfried von Bouillon und den ersten christlichen König des Frankenreichs, Chlodwig I.)
- den Anspruch auf die Herrschaftsgebiete anderer europäischer Fürstenhäuser (Karl der Kühne und Philipp der Gute von Burgund, Ferdinand und Johanna die Wahnsinnige von Spanien und andere).

Pia Maria Plechl verglich das im 17. Jahrhundert in Stift Stams geschaffene „Österreichische Grab“ aufgrund seiner Gestaltung mit lebensgroßen Portraitfiguren mit dem Grabmal Kaiser Maximilians I.

### Künstler
Die Planung und Ausführung des Grabmals leitete nach heutiger Ansicht der Plastiker Gilg Sesselschreiber, einzig das Modell für die Figur der Zimburgis ist möglicherweise dem Rottweiler Bildhauer Conrad Rötlin zuzuschreiben. Die Standfiguren goss nach der Überlieferung der Stückgießer Gregor Löffler. Die Entwürfe für die Standfiguren stammen unter anderem von Peter Vischer d. Ä. und Albrecht Dürer (Figur des Königs Artus). Von den umgebenden Marmortafeln mit den Ereignissen aus seinem Leben schufen die Gebrüder Bernhard und Arnold Abel aus Köln vier Stück, sie holten auch den Marmor aus Carrara dazu. Ihr Werk führte der Bildhauer Colin von Mecheln weiter. Die Statue Maximilians schuf 1582 Ludwig del Duca. Das Grabmal wurde jedoch nur zum Teil ausgeführt und blieb letztlich unvollendet.

### Statuetten der Heiligen des Hauses Habsburg
Neben den ursprünglich 40 überlebensgroßen Bronzefiguren wurden 100 Statuetten der habsburgischen Heiligen in Auftrag gegeben. Entworfen wurden diese 1514/15 vom Hofmaler Jörg Kölderer. Zwischen 1515 und 1528 wurden 23 Statuetten gegossen, die restlichen 77 Entwürfe wurden nicht ausgeführt. Sie sind zwischen 66 und 69 cm groß. Die Figuren befinden sich heute auf der Nordempore in der Innsbrucker Hofkirche, oberhalb des Kenotaphs.
Die 23 Figuren umfassen:
- Leonhard von Limoges
- Ferreolus von Vienne
- Maximilian von Celeia
- Tarsitia
- Firmin von Amiens
- Ulrich von Augsburg
- Waltraud von Mons
- Venantius Fortunatus
- Stephan I. von Ungarn
- Roland von Chézery
- Reinburgis
- Aldegundis
- Albertus Magnus
- Doda
- Ermelindis von Meldert
- Guido von Anderlecht
- Simpert
- Jos
- Landricus
- Chlodwig I.
- Oda von Amay
- Pharahildis
- Reichardus

### Liste der Bronzefiguren

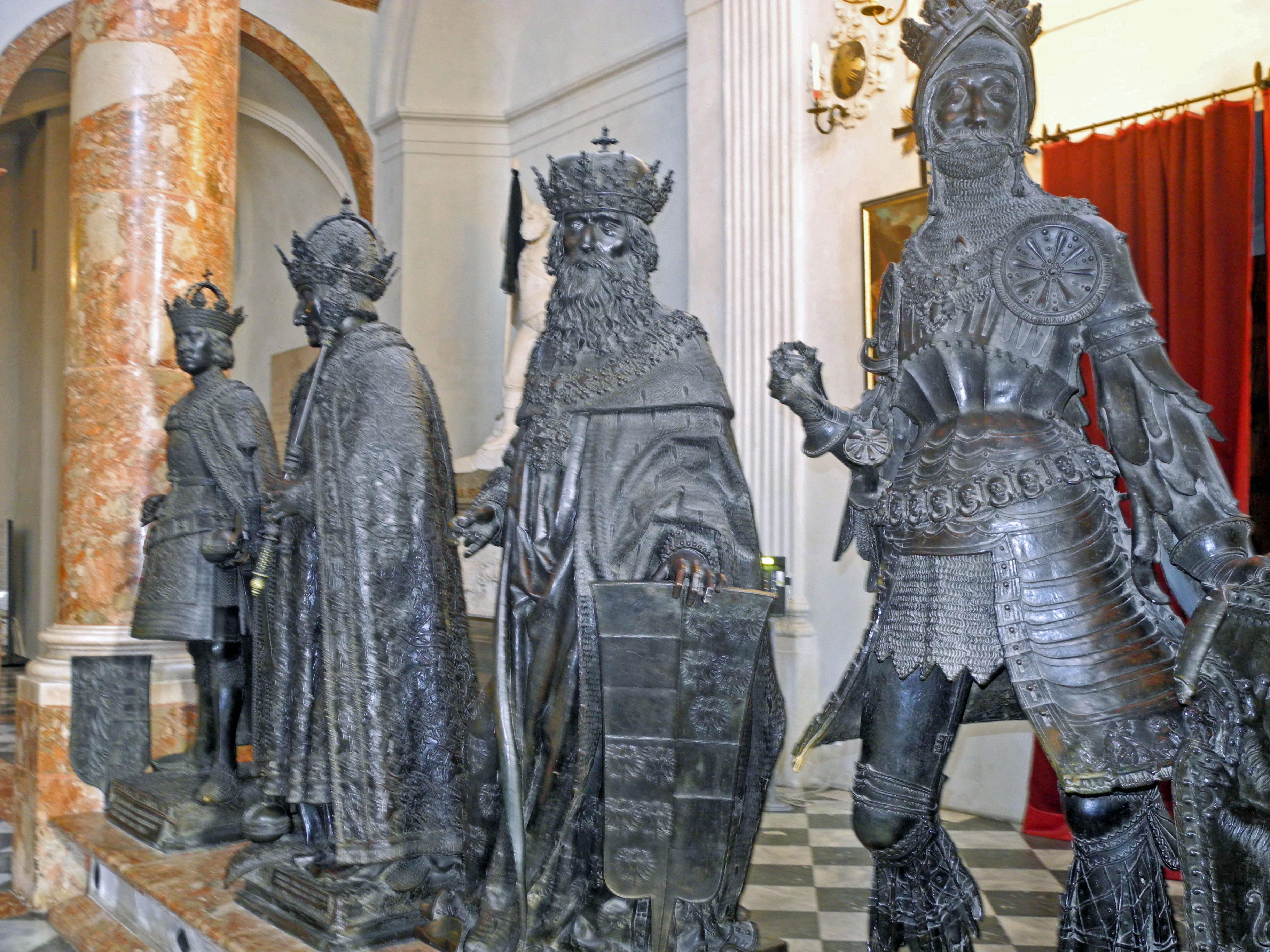
Statuen von Albrecht II., Friedrich III., Leopold dem Heiligen und Albrecht IV.

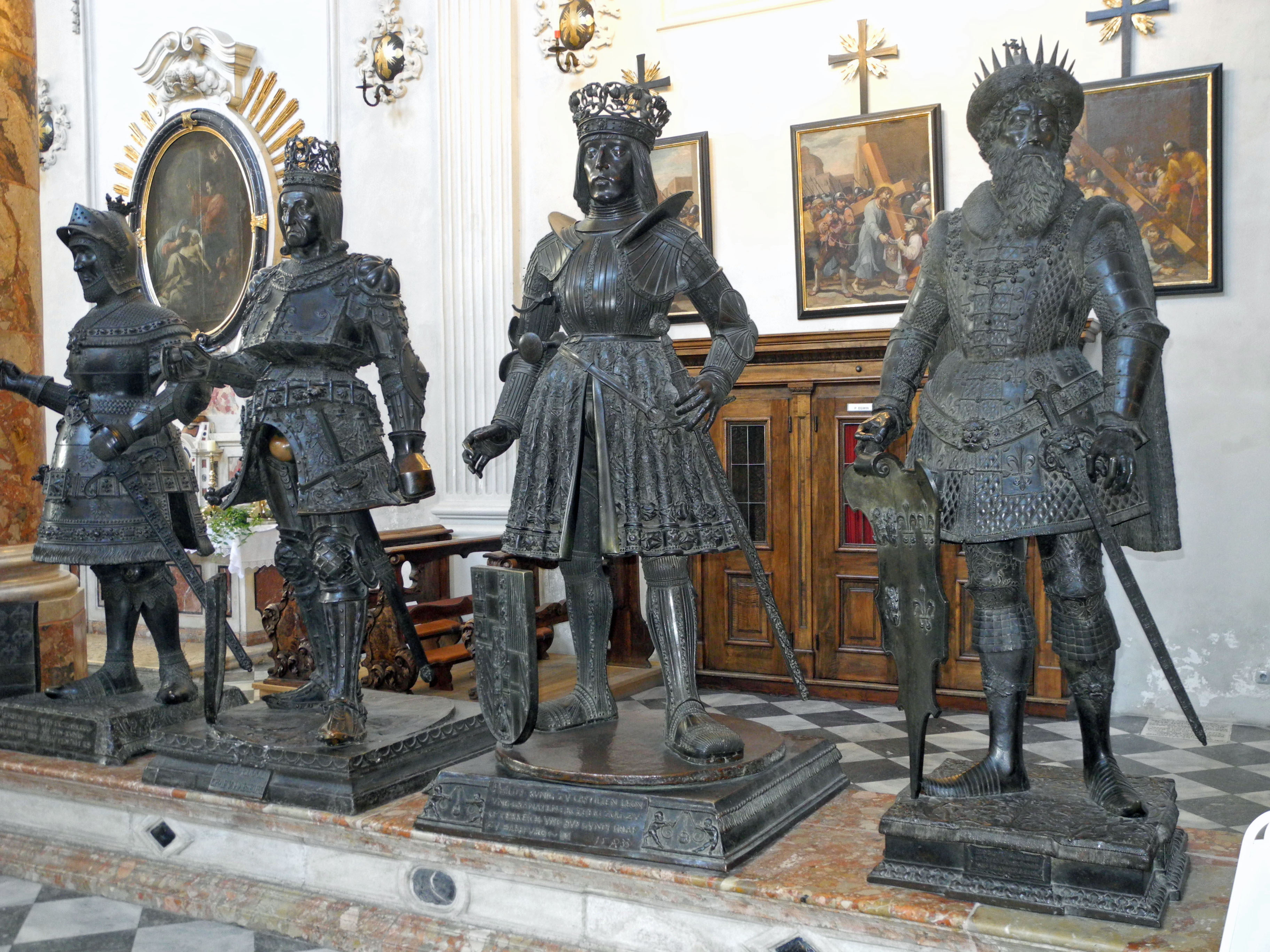
Statuen von Albrecht, Rudolf, Philipp und Chlodwig

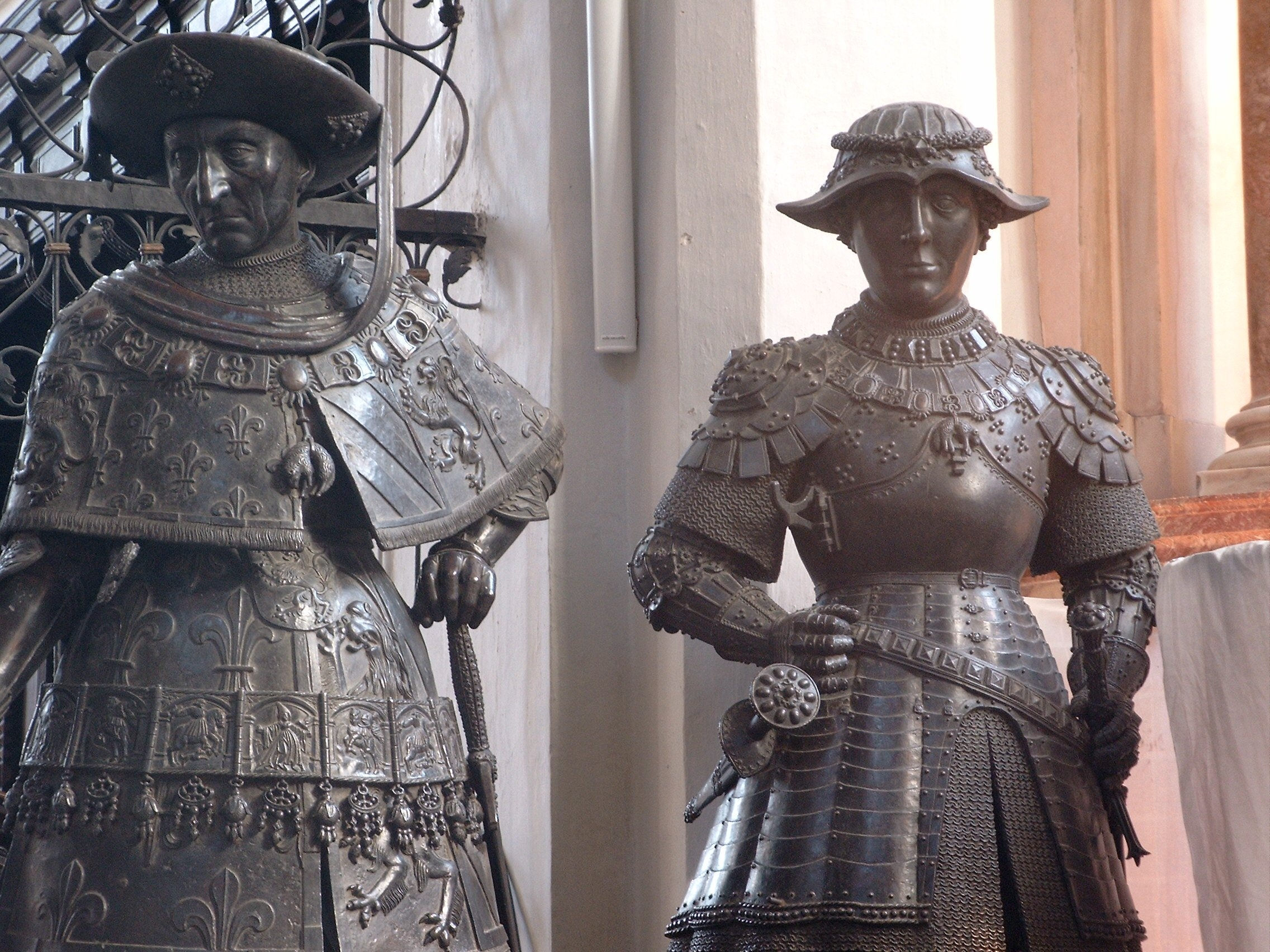
Die Burgunderherzöge Philipp der Gute und Karl der Kühne

Entgegen der umgangssprachlichen Bezeichnung Schwarze Mander (schwarze Männer) befinden sich auch Frauen unter den dargestellten Personen. Die 28 Figuren umfassen:
- Johanna die Wahnsinnige, Schwiegertochter Maximilians
- König Ferdinand der Katholische von Spanien, Vater der Schwiegertochter Maximilians
- Herzog Philipp der Gute von Burgund, Großvater der ersten Ehefrau Maximilians
- Herzog Karl der Kühne von Burgund, Schwiegervater Maximilians
- Herzogin Zimburgis von Masovien, Großmutter Maximilians
- Erzherzogin Margarete von Österreich, Tochter Maximilians
- Kaiserin Maria Bianca Sforza, Maximilians zweite Ehefrau
- Erzherzog Sigmund der Münzreiche von Österreich, Habsburger Nebenlinie
- König Artus von Peter Vischer dem Älteren
- König Ferdinand von Portugal, dem woanders aufgestellten Wappen nach aber König Johann von Portugal, kombiniert mit Sockel von Theobert (eingeschmolzen)
- Herzog Ernst der Eiserne von Österreich, Großvater von Maximilian
- Theoderich der Große, König der Ostgoten, von Peter Vischer dem Älteren
- Herzog Albrecht II. der Weise von Österreich
- Rudolf von Habsburg
- König Philipp I. (der Schöne) von Kastilien, Sohn Maximilians
- König Chlodwig I.
- König Albrecht II.
- Kaiser Friedrich III., Vater Maximilians
- Markgraf Leopold III. der Heilige
- Graf Albrecht IV. von Habsburg
- Herzog Leopold III. von Österreich
- Herzog Friedrich mit der leeren Tasche von Österreich, Habsburger Nebenlinie
- König Albrecht I.
- Gottfried von Bouillon, Kreuzfahrer, Regent des neu gegründeten Königreichs Jerusalem
- Elisabeth von Luxemburg, Königin von Ungarn und Böhmen
- Maria von Burgund, Maximilians erste Ehefrau
- Elisabeth von Görz-Tirol
- Herzogin Kunigunde von Bayern, Schwester Maximilians

### Tumba
Das Grabmal Kaiser Maximilians I. zählt zu den bedeutendsten Renaissancedenkmälern Europas und war ein Bau über Generationen hinweg. Maximilians Enkel und Testamentsvollstrecker, Kaiser Ferdinand I., der Innsbruck als Aufstellungsort des Grabmals bestimmt hatte, ließ nicht nur die Hofkirche erbauen, sondern fügte in das Konzept seines Großvaters auch eine prunkvolle Tumba ein. Die Marmorreliefs sollten wichtige Szenen aus dem Leben des Kaisers ins Gedächtnis rufen, die bereits in der von Albrecht Dürer geschaffenen „Ehrenpforte“ –  hier jedoch vom Hochformat in ein Querformat gewandelt – dargestellt wurden. Dargestellt sind
1.) 1477 – Heirat von Maximilian und Maria von Burgund
2.) 1479 – Maximilian besiegte die Franzosen bei Guinegate im Burgundischen Erbfolgekrieg
3.) 1492 – Maximilian eroberte im Zuge des Burgundischen Erbfolgekrieges das von den Franzosen besetzte Arras im Artois
4.) 1486 – Maximilian wurde in Aachen noch zu Lebzeiten seines Vaters zum römisch-deutschen König gekrönt
5.) 1487 – Erzherzog Sigmund von Tirol siegte bei Calliano in der Auseinandersetzung mit Venedig über den venezianischen Condottiere Roberto Sanseverino
6.) 1490 – nach dem Tod des ungarischen Königs Matthias Corvinus wurden Wien und Niederösterreich wiedergewonnen, Einzug Maximilians in Wien
7.) 1490 – die Eroberung der Stadt Stuhlweißenburg (Székesfehérvár) war in den Auseinandersetzungen mit Ungarn von besonderer Bedeutung, weil sie die alte Krönungsstadt der ungarischen Könige (neben Buda) war
8.) 1493 – der burgundische Erbfolgekrieg wurde mit dem Vertrag von Senlis beendet, worauf Maximilians einzige Tochter Margarethe aus Frankreich mit einem Teil ihrer Mitgift zurückkommen konnte, nachdem Margarethe zugunsten von Anne de Bretagne sitzengelassen worden war, und das besetzte Artois konnte zurückerhalten werden
9.) 1493 – Maximilian leitete die Vertreibung der Türken aus Kroatien und Slawonien, und die Operation stand allein unter seinem Kommando
10.) 1495 – Maximilian hatte mit dem Papst Alexander VI. Borgia, mit der Seerepublik Venedig und mit dem Mailänder Herzog Ludovico Sforza die Heilige Liga gegründet, und gemeinsam konnte man Frankreich aus dem Königreich Neapel vertreiben
11.) 1494 – im Zusammenhang mit der ehelichen Verbindung zwischen Maximilian und Bianca Maria Sforza wurde ihr Onkel Ludovico Sforza als Herzog von Mailand eingesetzt, was er aber nur bis 1499/1500 blieb, ehe er durch den  Verrat von Novara als Gefangener der Franzosen endete und 8 Jahre später in Burg Loches starb
12.) 1496 – in diesem Jahr heiratete Maximilians Sohn Philipp die spanische Königstochter Johanna und legte die Basis für die Etablierung der Habsburger in Spanien
13.) 1504 – Maximilian stand im Landshuter Erbfolgekrieg auf der Seite seines Schwagers Albrecht IV. Herzog von Bayern-München und siegte in der Schlacht von Wenzenbach (Böhmenschlacht) bei Regensburg
14.) 1504 – der Landshuter Erbfolgekrieg ging weiter, und die Burgen Kufstein und Geroldseck wurden eingenommen
15.) 1505 – der aufständische Karl von Egmond, Herzog von Geldern musste unterworfen werden
16.) 1508 – Maximilian verbündete sich mit dem Papst Julius II., König Ferdinand II. von Aragon und König Ludwig XII. von Frankreich gegen Venedig (Liga von Cambrai)
17.) 1509 – die venezianischen Städte Padua, Verona, Vicenza und ein großer Teil des Friauls wurden an Maximilian übergeben
18.) 1512 – Maximilian vereinte sich in der Heiligen Liga mit Papst Julius II. und den schweizerischen Eidgenossen gegen Frankreich, Massimiliano Sforza konnte in das Herzogtum Mailand zurückkehren
19.) 1513 – wieder ging es gegen Frankreich, diesmal im Verein mit König Heinrich VIII. von England, und man war in Guinegate siegreich, zum zweiten Mal
20.) 1513 – in diesem Jahr wurde Thérouanne zerstört, weiterhin wurde Tournai eingenommen, Vereinigung der Heere von Maximilian und von Heinrich VIII.
21.) 1513 – das kaiserliche Heer unter Georg von Frundsberg stieß auf das zahlenmäßig überlegene venezianische Heer unter Bartholomeo d’Alviano, und trotzdem siegte die kaiserliche Seite, Schlacht bei Vicenza
22.) 1514 – Ausfall bei Marano, in diesem Jahr wurden die Venezianer bei Marano Lagunare erfolgreich abgewehrt
23.) 1515 – österreichisch-böhmische Wechselverlobung, mit einer Doppelhochzeit wurden die Weichen zukünftiger habsburgischer Interessen gestellt, Heiratspolitik im Osten
24.) 1516 – drei Jahre vor seinem Tod hatte Maximilian noch einmal Verona gegen einen Angriff der Venezianer und Franzosen verteidigt
Die Fertigstellung zog sich über Jahrzehnte und so war es schließlich Erzherzog Ferdinand II., der 1584 dieses Großprojekt seines Urgroßvaters vollendete.
Mit der Ausführung der Tumba wurden 1561 die Brüder Abel beauftragt: Florian schuf die Vorzeichnungen, Bernhard und Arnold sollten diese als Marmorreliefs ausführen. Bis zu ihrem Tod waren aber erst drei der insgesamt 24 Reliefs vollendet, weshalb schließlich der Hofkünstler Alexander Colin das Werk vollendete. Von den Reliefs stammen die Nummern 21, 22 und 23 von den Brüdern Abel, alle anderen von Alexander Colin. Diese Vorzeichnungen, die s.g. „Visierung“ auf Papier in riesiger Originalgröße hat sich ungewöhnlicherweise bis heute erhalten. Diese grafische Rarität des 16. Jahrhunderts ist in der Kunst- und Wunderkammer von Schloss Ambras Innsbruck ausgestellt.

### Gitter um das Kenotaph
Ferdinand II. gab 1564 den Auftrag zum das Kenotaph schützend umgebenden Gitter. Das Vorbild war das Gitter um das Grabmal der Königin Anna im Veitsdom zu Prag. Die beiden beauftragten Schlosser starben an einer in jenem Jahr in Innsbruck grassierenden Seuche. Danach sollte der Münchener Schlossermeister Hans Metzger den Auftrag übernehmen, und ein entsprechender Kontrakt zwischen der Innsbrucker Regierung und dem Künstler kam zustande. 16 Innsbrucker Werkschuhe lang und 10 solche breit sollte es werden. Aber das passte Erzherzog Ferdinand nicht, er wollte seinen „eigenen“ Schlosser, der auch das erwähnte Gitter in Prag gemacht hatte, und deshalb genehmigte er den Vertrag mit dem Münchener Schlosser nicht. Dem letzteren wurde also wieder 1565 unter Begleichung seiner bisher getätigten Auslagen gekündigt. Ausgeführt wurde das Gitter deshalb vom Prager Büchsenmacher und Hofschlosser Georg (Jörg) Schmidhammer. Drei Jahre später erst konnte mit den Arbeiten zum Gitter begonnen werden; der Vertrag wurde am 30. März 1568 geschlossen. Den zeichnerischen Entwurf fertigte der Innsbrucker Maler Paul Trabel an. Das Gitter hatte nun eine Größe von 64 Innsbrucker Werkschuh insgesamt, war also etwas größer als in der ursprünglichen Planung und bestand aus insgesamt 20 Feldern. Auf den Längsseiten besteht es aus je sechs unterschiedlichen und individuell konzipierten Abschnitten, an den Schmalseiten aus je vier. Die Höhe wurde auf 7 Fuß und 7 Zoll angesetzt. Das aufwendige Gitterwerk besteht aus Flechtwerk, Spiralen, Blättern, Blüten, Arabesken, krönenden Spindelblüten und enthält zusätzlich aus Blech geschnittene Engel und Wappenschilde. Der Schlosser bekam 184 Zentner und 67 Pfund Eisen zur Verfügung gestellt, also etwas mehr als 10 t. Das Gitter wurde in Prag hergestellt und auf des Schlossers Kosten bis Linz geliefert, und der Schwazer Wolfgang Thürnheimer transportierte es weiter bis Hall, und von da ging es nach Innsbruck, wo es 1573 bereits eingetroffen war. Die farbliche Fassung und die Vergoldung übernahmen Paul Trabel, Christoph Perkhammer und Conrad Leitgeb, zu denen noch Alexander Meurl als weiterer Maler stieß. Doch das zog sich jahrelang hin, während das Gitter die Maler wegen Rostansatzes zunehmend in Sorge versetzte, erst 1589 erscheint ein Ausgabenposten für die Vergoldung. Nach der Aufhebung des Stifts und der Schließung des nachfolgenden Generalseminars 1790 war die Kirche unbenutzt und offen für jedermann. In der Folgezeit wurde vieles beschädigt, und vom Gitter ging Etliches verloren. Von dem Gitter kamen beispielsweise das Kruzifix über dem Eingang, Ranken und Blätter abhanden. Erst in der ersten Hälfte des 19. Jahrhunderts kam es zu einer umfassenden Restaurierung, bei der fehlende Teile wieder ergänzt wurden und die Bemalung erneuert wurde. Die Bemalung wurde jedoch zeitgemäß angepasst, deshalb passt die Heraldik am Gitter nicht zu Maximilian und auch nicht zu den Vollendern der Grabanlage. Vielmehr ist über dem Eingang das selten zu findende Wappen von Ferdinand König von Ungarn aus der Zeit von 1830 bis 1835 aufgemalt. Die außenherum verteilten kleinen Schilde stellen ergänzend verschiedene Habsburger Länder und Besitzungen dar.

### Imperatorenbüsten
Ursprünglich waren für das Grabmal Maximilians I. 34 Imperatorenbüsten aus Bronze geplant gewesen. Ihre Vorbilder findet man in den Herrscherbildnissen antiker Münzen. Kaiser Maximilian I. leitete seine Herkunft von den antiken Imperatoren ab und legitimierte dadurch seine eigene Herrschaft. Sein Enkel und Testamentsvollstrecker Kaiser Ferdinand I. verzichtete darauf, die Büsten in der Innsbrucker Hofkirche aufzustellen. So befanden sie sich zur Zeit Erzherzog Ferdinands II. zunächst in Schloss Ruhelust, bis sie 1695 ins Antiquarium von Schloss Ambras Innsbruck gelangten, wo sich bis heute 20 erhalten haben; eine weitere gelangte ins Bayerische Nationalmuseum München.